# 바이어스 프레임
바이어스 프레임(영어: bias frame)이란 디지털 사진술에서, 센서의 노출시간 없이(노출시간 0) 기록되어 얻은 화상이다. 실제로는 셔터를 닫고 가능한 최단노출시간으로 찍어서 얻어낸다.
바이어스 프레임에 기록된 데이터는 센서에서 읽어들인 신호가 없어도 전자장비의 하드웨어 한계로 인해 기본적으로 발생되는 고정패턴 잡음이다. 그래서 바이어스(편향)라고 한다.
다크 프레임에서 바이어스 프레임을 빼면 고정패턴 잡음을 제하고 암전류 잡음만 남길 수 있다. 암전류는 온도가 일정할 때 시간에 대략 선형적으로 증가하기 때문에, 이렇게 얻은 암전류 프레임에 시간을 곱하고 다시 바이어스를 더해주면 일정한 온도에 대하여 임의의 시간의 다크 프레임을 얻을 수 있다. 실제로 그 시간만큼 노출시켜서 찍은 다크 프레임보다는 덜 정확하지만 그렇게 찍을 여건이 되지 않을 때 시간을 아끼는 임기응변으로 사용할 수 있다.